# Молачоне (Пезаро и Урбино)
Молачоне је насеље у Италији у округу Пезаро и Урбино, региону Марке.
Према процени из 2011. у насељу је живело 48 становника. Насеље се налази на надморској висини од 267 м.